# 嵯峨静江
嵯峨 静江（さが しずえ）は日本の翻訳家。
青山学院大学英米文学科卒業。
スー・グラフトンの「キンジー・ミルホーン」シリーズや、アーロン・エルキンズの「スケルトン探偵ギデオン・オリヴァー教授」シリーズなど英米ミステリの翻訳を多く手掛ける。

## 訳書
- 『死のクロスワード』（A Six-Letter Word for Death、パトリシア・モイーズ、早川書房、世界ミステリシリーズ） 1984：ヘンリ・ティベット警部シリーズ
- 『薔薇は死を夢見る』（Deadheads、レジナルド・ヒル、早川書房、世界ミステリシリーズ） 1985：ダルジール警視シリーズ
- 『死への夜行フェリー』（Night Ferry to Death、パトリシア・モイーズ、早川書房、世界ミステリシリーズ） 1986：ヘンリ・ティベット警部シリーズ
- 『死のようにロマンティック』（Dead Romantic、サイモン・ブレット、早川書房、世界ミステリシリーズ） 1986
- 『気どった死体』（A Nice Class of Corpse 、サイモン・ブレット、早川書房、ハヤカワ・ミステリ） 1988：ミセス・パージェター・シリーズ
- 『あの血まみれの男は誰だ?』（What Bloody Man is That?、サイモン・ブレット、早川書房、ハヤカワ・ミステリ） 1988：チャールズ・パリス・シリーズ
- 『ソ連に幽霊は存在しない』（There Are No Ghosts in the Soviet Union and Other Stories、レジナルド・ヒル、早川書房、ハヤカワ・ミステリ） 1990：短編集
- 『13のダイヤモンド』（レジナルド・ヒル他著、嵯峨静江他訳、早川書房、ハヤカワ・ミステリ） 1991：短編集
- 『闇の淵』（Underworld、レジナルド・ヒル、早川書房、ハヤカワ・ミステリ） 1991：ダルジール警視シリーズ
- 『ふさわしき復讐』（A Suitable Vengeance、エリザベス・ジョージ、早川書房、ハヤカワ・ミステリ文庫） 1995：リンリー警部シリーズ
- 『甦った女』（Recalled to Life、レジナルド・ヒル、早川書房、ハヤカワ・ミステリ） 1997：ダルジール警視シリーズ
- 『蠍座の殺人』（Murder in Scorpio、マーサ・C・ロレンス、早川書房、ハヤカワ・ミステリ文庫） 1998：エリサベス・チェイス・シリーズ
- 『Dr. ハンディーマン』（Handyman、リンダ・ニコルズ、早川書房） 2001
- 『グラフトンのG : キンジー・ミルホーンの世界』（"G" Is for Grafton、N・H・コーフマン / C・M・ケイ著、羽地和世共訳、早川書房、ハヤカワ・ミステリ文庫) 2001
- 『犬嫌い』（Barking at Butterflies、エヴァン・ハンター、嵯峨静江ほか訳、早川書房、ハヤカワ・ミステリ） 2002：短編集
- 『怪人フー・マンチュー』（The Mystery of Dr.Fu Manchu、サックス・ローマー、早川書房、ハヤカワ・ミステリ） 2004
- 『謎のクィン氏』（The Mysterious Mr Quin、アガサ・クリスティー、早川書房、ハヤカワ文庫、クリスティー文庫） 2004：短編集
- 『ドラマ・シティ』（Drama City、ジョージ・P・ペレケーノス、早川書房、ハヤカワ・ミステリ文庫） 2006
- 『フィリップ・マーロウの事件』（Raymond Chandler's Philip Marlowe、レイモンド・チャンドラー他著、稲葉明雄他訳、早川書房、ハヤカワ・ミステリ文庫） 2007
- 『翡翠の迷路』（Golden Lies、バーバラ・フリーシー、二見書房、二見文庫、ザ・ミステリ・コレクション） 2007
- 『その愛に守られて』（Daniel's Gift、バーバラ・フリーシー、二見書房、二見文庫、ザ・ミステリ・コレクション） 2008
- 『フェイス』上・下（Faces、マルティナ・コール、早川書房、ハヤカワ文庫NV） 2008
- 『秘密機関』上・下（The Secret Adversary、アガサ・クリスティー、早川書房、クリスティー・ジュニア・ミステリ5） 2008　のち文庫
- 『ロリ・マドンナ戦争』（Lolly-Madonna XXX、スー・グラフトン、扶桑社、扶桑社ミステリー） 2009
- 『弔いの炎』（Pyres、デレク・ニキータス、早川書房、ハヤカワ・ミステリ文庫） 2009
- 『ポーに捧げる20の物語』（On the Raven's Wing - New Tales in Honor of Edgar Allan Poe、スチュアート・M・カミンスキー編、延原泰子他訳、早川書房、Hayakawa pocket mystery books) 2009
- 『めぐり逢う四季(きせつ)』（It Happend One Night、ステファニー・ローレンス / メアリ・バログ / ジャッキー・ダレサンドロ / キャンディス・ハーン、二見書房、二見文庫、ザ・ミステリ・コレクション) 2009
- 『やさしい小さな手』（ローレンス・ブロック、田口俊樹他訳、早川書房、ハヤカワ・ミステリ文庫、現代短篇の名手たち7) 2009
- 『夜の冒険』（エドワード・D・ホック、木村二郎他訳、早川書房、ハヤカワ・ミステリ文庫、現代短篇の名手たち9) 2010
- 『バラの香りに魅せられて』（Not Quite a Gentleman、ジャッキー・ダレサンドロ、二見書房、二見文庫、リージェンシー・ロマンス) 2010
- 『誘惑のタロット占い』（Never a Lady、ジャッキー・ダレサンドロ、二見書房、二見文庫、リージェンシー・ロマンス) 2010
- 『謝ったって許さない』（A Bad Day For Sorry、ソフィー・リトルフィールド、早川書房、ハヤカワ・ミステリ文庫) 2010
- 『消えゆくものへの怒り』（Rage Against the Dying、ベッキー・マスターマン、早川書房、ハヤカワ・ミステリ文庫) 2012
- 『ランナウェイ / 逃亡者』（The Company You Keep、ニール・ゴードン、早川書房、ハヤカワ文庫NV） 2013

### キンジー・ミルホーンシリーズ
- 『アリバイのA』（"A" Is for Alibi、スー・グラフトン、早川書房、ハヤカワ・ミステリ文庫） 1987
- 『泥棒のB』（"B" Is for Burglar、スー・グラフトン、早川書房、ハヤカワ・ミステリ文庫） 1987
- 『死体のC』（"C" Is for Corpse、スー・グラフトン、早川書房、ハヤカワ・ミステリ文庫） 1987
- 『欺しのD』（"D" Is for Deadbeat、スー・グラフトン、早川書房、ハヤカワ・ミステリ文庫） 1988
- 『証拠のE』（"E" Is for Evidence、スー・グラフトン、早川書房、ハヤカワ・ミステリ文庫） 1989
- 『逃亡者のF』（"F" Is for Fugitive、スー・グラフトン、早川書房、ハヤカワ・ミステリ文庫） 1990
- 『探偵のG』（"G" Is for Gumshoe、スー・グラフトン、早川書房、ハヤカワ・ミステリ文庫） 1991
- 『殺人のH』（"H" Is for Homicide、スー・グラフトン、早川書房、ハヤカワ・ノヴェルズ） 1992 　のちハヤカワ・ミステリ文庫 1995
- 『無実のI』（"I" Is for Innocent、スー・グラフトン、早川書房、ハヤカワ・ノヴェルズ)  1993 　のちハヤカワ・ミステリ文庫
- 『裁きのJ』（"J" Is for Judgment、スー・グラフトン、早川書房、ハヤカワ・ノヴェルズ） 1994　のちハヤカワ・ミステリ文庫
- 『殺人者のK』（"K" Is for Killer、スー・グラフトン、早川書房、ハヤカワ・ノヴェルズ） 1995　のちハヤカワ・ミステリ文庫
- 『無法のL』（"L" Is for Lawless、スー・グラフトン、早川書房、ハヤカワ・ノヴェルズ） 1996　のちハヤカワ・ミステリ文庫
- 『悪意のM』（"M" Is for Malice、スー・グラフトン 早川書房ハヤカワ・ノヴェルズ) 1997　のちハヤカワ・ミステリ文庫
- 『縛り首のN』（"N" Is for Noose、スー・グラフトン、早川書房、、ハヤカワ・ノヴェルズ） 1998　のちハヤカワ・ミステリ文庫
- 『アウトローのO』（"O" Is for Outlaw、スー・グラフトン、早川書房、ハヤカワ・ノヴェルズ） 2000　のちハヤカワ・ミステリ文庫
- 『危険のP』（"P" Is for Peril、スー・グラフトン、早川書房、ハヤカワ・ノヴェルズ） 2001　のちハヤカワ・ミステリ文庫
- 『獲物のQ』（"Q" Is for Quarry、スー・グラフトン、早川書房、ハヤカワ・ノヴェルズ） 2003　のちハヤカワ・ミステリ文庫
- 『ロマンスのR』（"R" Is for Ricochet、スー・グラフトン、早川書房、ハヤカワ・ノヴェルズ） 2005　のちハヤカワ・ミステリ文庫

### スケルトン探偵ギデオン・オリヴァー教授シリーズ
- 『氷の眠り』（Icy Clutches、アーロン・エルキンズ、早川書房、ハヤカワ文庫、ミステリアス・プレス文庫) 1993
- 『水底の骨』（Where There's a Will、アーロン・エルキンズ、早川書房、ハヤカワ・ミステリ文庫） 2007
- 『骨の城』（Unnatural Selection、アーロン・エルキンズ、早川書房、ハヤカワ・ミステリ文庫） 2008
- 『原始の骨』（Uneasy Relations、アーロン・エルキンズ、早川書房、ハヤカワ・ミステリ文庫） 2009
- 『葡萄園の骨』（Dying on the Vine、アーロン・エルキンズ、早川書房、ハヤカワ・ミステリ文庫） 2014

### 玩具商ピーター・マークリンシリーズ
- 『ブリキの自動車』（Tinplate、ネヴィル・スティード、早川書房、ハヤカワ・ミステリ文庫） 1989
- 『とべない飛行機』（Die-cast、ネヴィル・スティード、早川書房、ハヤカワ・ミステリ文庫） 1990
- 『消えたモーターバイク』（Chipped、ネヴィル・スティード、早川書房、ハヤカワ・ミステリ文庫） 1991

### ノベライズなど
- 『ダークマン』（ランドル・ボイル、二見書房、二見文庫、ザ・ミステリ・コレクション） 1991：同名映画のノベライズ
- 『永遠の愛に生きて』（Shadowlands、リアノー・フライシャー、二見書房、二見文庫、ザ・ミステリ・コレクション） 1994：同名映画のノベライズ
- 『心理探偵フィッツ』（ジム・モーティマー、二見書房、二見文庫、ザ・ミステリ・コレクション） 1995：同名TVシリーズのノベライズ
- 『バニー・レークは行方不明』（イヴリン・パイパー、早川書房、Hayakawa pocket mystery books） 2003：同名映画のノベライズ